# Gare de Tourville
La gare de Tourville est une gare ferroviaire française de la ligne de Serquigny à Oissel située sur le territoire de la commune de Tourville-la-Rivière dans le département de la Seine-Maritime en région Normandie.
La première gare est mise en service en 1843 sur l'actuelle ligne de Paris au Havre, par la compagnie du chemin de fer de Paris à Rouen, puis elle est en 1865 fermée et rouverte à son emplacement actuel par la Compagnie des chemins de fer de l'Ouest, qui construit le bâtiment en 1866.
C'est une halte voyageurs de la Société nationale des chemins de fer français (SNCF) du réseau TER Normandie, desservie par des trains régionaux.

## Situation ferroviaire
Établie à 11 mètres d'altitude, la gare de Tourville est située au point kilométrique (PK) 56,589 de la ligne de Serquigny à Oissel, entre les gares d'Elbeuf - Saint-Aubin et d'Oissel.
De 1843 à 1865, la première gare était située sur la ligne de Paris-Saint-Lazare au Havre, à proximité de la sortie du tunnel de Tourville.

## Histoire

### Première gare

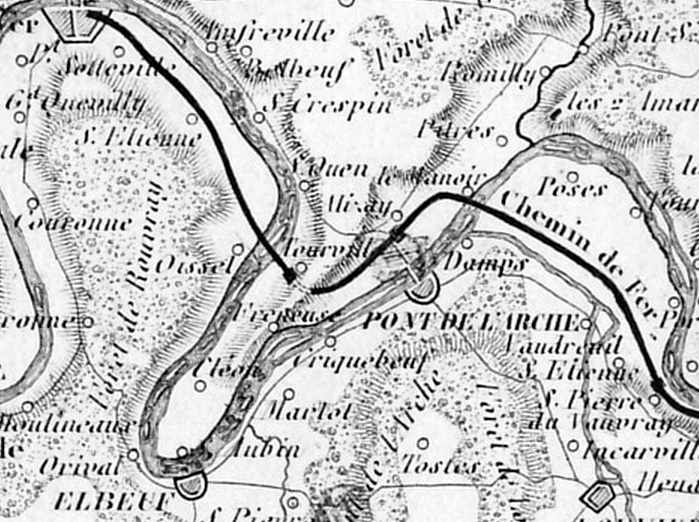
Carte situant la gare en 1845.

La première gare de Tourville est mise en service le 9 mai 1843 par la compagnie du chemin de fer de Paris à Rouen, lorsqu'elle ouvre sa ligne à l'exploitation. La station, établie peu après le tunnel de Tourville, doit sa création au fait qu'elle dessert la ville d'Elbeuf.
Elle est fermée et supprimée lors de l'ouverture de la ligne de Serquigny à Oissel car la Compagnie des chemins de fer de l'Ouest estime que son importante fréquentation provient essentiellement d'Elbeuf, commune qui sera mieux desservie par une gare établie sur la nouvelle ligne.

### Seconde gare

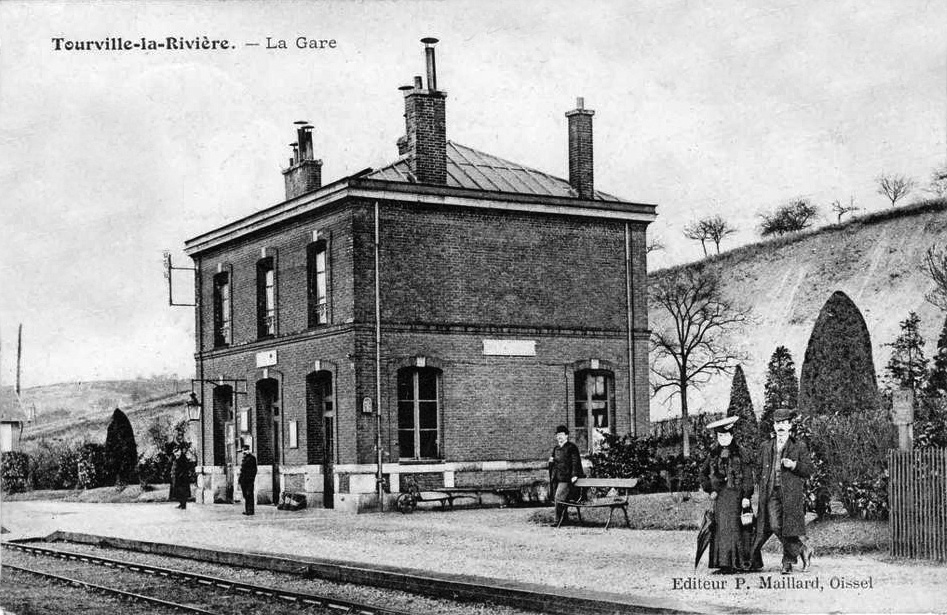
Le bâtiment voyageurs, vers 1900.

La nouvelle station de Tourville est mise en service le 24 juillet 1865 par la Compagnie des chemins de fer de l'Ouest, lorsqu'elle ouvre à l'exploitation l'embranchement de Serquigny à Rouen de la ligne de Paris à Caen et à Cherbourg. La compagnie, doutant de l'utilité de cette nouvelle gare, ne lui attribue qu'un statut provisoire et limite son installation pour les voyageurs à un sommaire réaménagement de la moitié du rez-de-chaussée de la maison du garde-barrière. Après une année d'exploitation, la gare de Tourville a délivré pour le départ 23 385 billets et a reçu 224 161 billets des voyageurs dont c'était la destination. Ces chiffres la situent à la deuxième place de la ligne après Elbeuf.
En 1866, la Compagnie, convaincue de l'utilité d'une gare voyageurs, achète un important terrain et fait construire un bâtiment voyageurs. Néanmoins, les habitants ne sont qu'à moitié satisfaits car ils estiment qu'il y a besoin d'installations pour le service de la petite vitesse (marchandises).
En 2015, SNCF estime la fréquentation annuelle à 2 637 voyageurs.

## Service des voyageurs

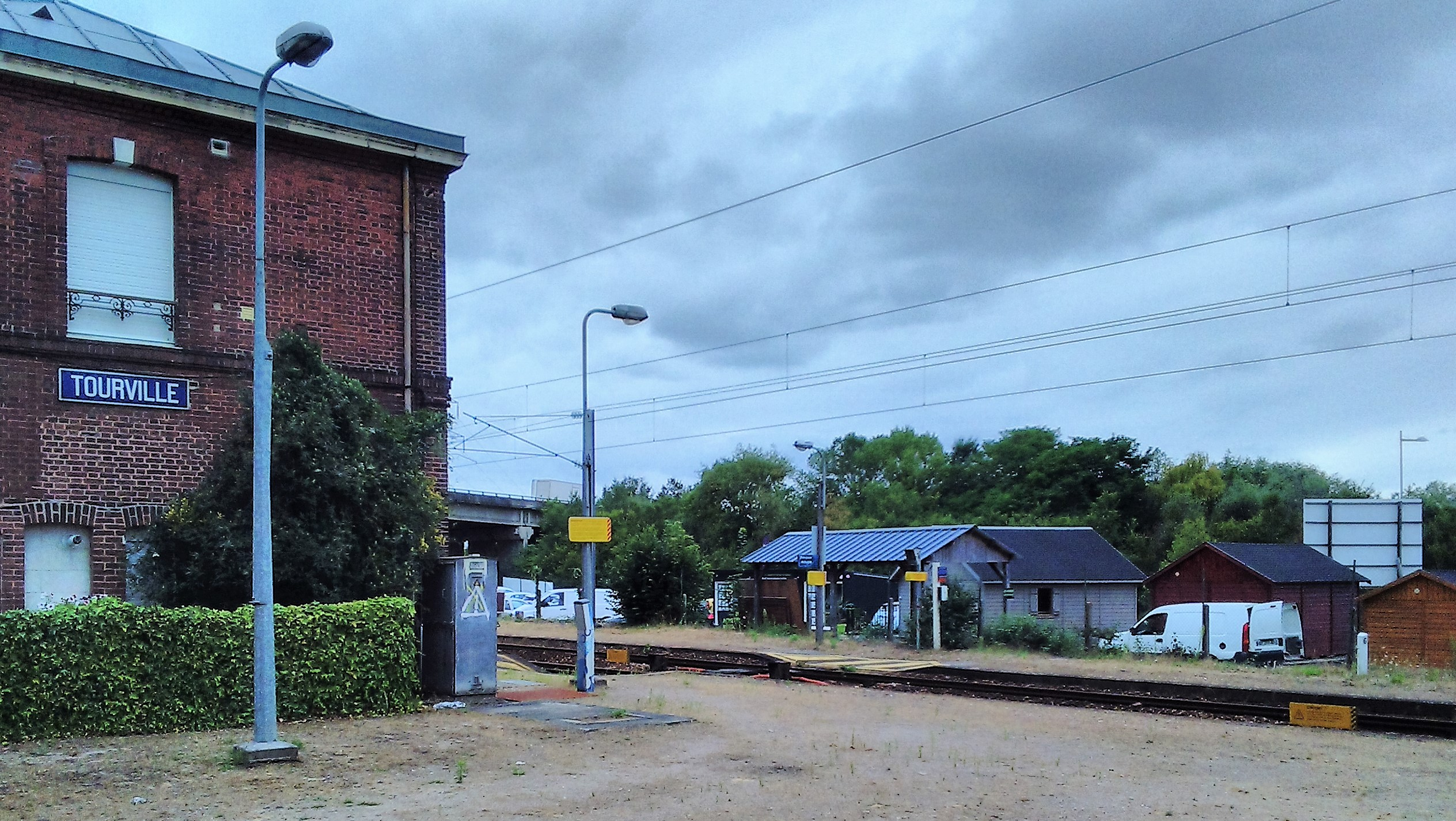
Les installations en 2017.

### Accueil
Halte SNCF, c'est un point d'arrêt non géré (PANG) à accès libre.
La traversée des voies s'effectue par un passage planchéié.

### Desserte
Tourville est une gare du réseau TER Normandie desservie par des trains régionaux ayant pour destinations les gares de Yvetot ou de Elbeuf-Saint-Aubin.

### Intermodalité
Le stationnement des véhicules est possible à proximité de l'ancien bâtiment voyageurs.

## Patrimoine ferroviaire
L'ancien bâtiment voyageurs, édifié en 1866 par la Compagnie des chemins de fer de l'Ouest, qui n'est plus utilisé pour le service ferroviaire est devenu une habitation privée.